# Wilhelm-Aleksander
Wilhelm-Aleksander (nid. Willem-Alexander Claus George Ferdinand; ur. 27 kwietnia 1967 w Utrechcie) – król Niderlandów od 30 kwietnia 2013 roku. Jest najstarszym synem Beatrycze, królowej Niderlandów, oraz jej męża, Clausa von Amsberga.
W 2002 roku ożenił się z Argentynką, Maksymą Zorreguietą Cerruti. Ma z nią trzy córki – Katarzynę-Amalię (ur. 2003), Aleksję (ur. 2005) i Arianę (ur. 2007).

## Życiorys
Studiował historię na Uniwersytecie w Lejdzie. Ze względu na zainteresowania księcia światową gospodarką wodną został powołany w skład Światowej Komisji Wody XXI Wieku. Jest także, od 1998 roku, członkiem Międzynarodowego Komitetu Olimpijskiego (wcześniej patronował holenderskiemu komitetowi olimpijskiemu). Startował w nowojorskim maratonie.
Jako wolontariusz pracował (pod nazwiskiem „Van Buren”) w Kenii w fundacji pomocy edukacyjnej i medycznej (1989) oraz ochrony środowiska (1991). Pełni szereg reprezentacyjnych funkcji królewskich (m.in. wojskowych), jest członkiem holenderskiej Rady Stanu.
W lutym 2002 poślubił Argentynkę Maximę Zorreguietę Cerruti (ur. 1971), pracującą w bankowości. Osoba żony następcy tronu wzbudziła pewne kontrowersje – jej ojciec był cywilnym pracownikiem reżimu wojskowego prezydenta Jorge Videli i nie został zaproszony na uroczystości ślubne.
Na mocy abdykacji swojej matki, zapowiedzianej przez królową Beatrycze w orędziu w dniu 28 stycznia 2013, został 30 kwietnia 2013 nowym królem Niderlandów. Przyjął imię Wilhelm-Alexander (mimo wcześniejszych spekulacji, iż będzie to Wilhelm IV).
Król Wilhelm-Aleksander ma trzy córki:
- Katarzyna-Amalia (ur. 7 grudnia 2003 w Hadze), następczyni tronu Holandii
- Aleksja Juliana (ur. 27 czerwca 2005 w Hadze)
- Ariana Wilhelmina (ur. 10 kwietnia 2007 w Hadze).

Odznaczony m.in. duńskim Orderem Słonia w styczniu 1998 i polskim Orderem Orła Białego w czerwcu 2014.
Pierwszy Oficer (F/O) w liniach lotniczych KLM.
Król Wilhelm-Aleksander jest wyznania ewangelicko-reformowanego.
24 lutego 2022 roku Wilhelm-Aleksander i jego żona, w związku z inwazją Rosji na Ukrainę, wydali oświadczenie, w którym napisali: „Nasze serca kierują się do narodu ukraińskiego i wszystkich dotkniętych przemocą. Nasze myśli są bardzo z ludźmi znajdującymi się tam i ze społecznością ukraińską w Holandii, zaniepokojoną sytuacją swoich rodzin i przyjaciół.”.

## Genealogia
| Prapradziadkowie                                            | król Holandii Wilhelm III Oranje-Nassau (1817–1890) ∞ 1879 Emma Waldeck-Pyrmont (1858–1934)          | Wielki Książę Fryderyk Franciszek II Mecklenburg-Schwerin (1823–1883) ∞ 1868 Maria Schwarzburg-Rudolstadt (1850–1922) | Ernest Lippe-Biesterfeld (1842–1904) ∞ 1869 Karolina Wartensleben (1844–1905)                    | Aschwin von Sierstorpff-Cramm (1846–1909) ∞ 1872 Hedwig von Sierstorpff (1848–1900)              | Gabriël von Amsberg (1822–1895) ∞1855 Marie Friederike von Passow (1831–1904)            | Leopold von Vieregge (1832–1893) ∞1862 Agnes von Gutschmid (1842–1924)                   | Julius Ernst von dem Bussche-Haddenhausen (1827–1882) ∞1865 Juliana von Salviati (1832–1892)          | Eberhard von dem Bussche-Ippenburg (1851–1937) ∞1875 Barbara von Chelius (1856–1949)                  |
| Pradziadkowie                                               | królowa Holandii Wilhelmina Oranje-Nassau (1880–1962) ∞ 1901 Henryk Mecklenburg-Schwerin (1876–1934) | królowa Holandii Wilhelmina Oranje-Nassau (1880–1962) ∞ 1901 Henryk Mecklenburg-Schwerin (1876–1934)                  | Bernhard von Lippe (1872–1934) ∞ 1909 Armgard von Sierstorpff-Cramm (1883–1971)                  | Bernhard von Lippe (1872–1934) ∞ 1909 Armgard von Sierstorpff-Cramm (1883–1971)                  | Wilhelm von Amsberg (1856–1929) ∞ 1889 Elise von Vieregge (1866–1951)                    | Wilhelm von Amsberg (1856–1929) ∞ 1889 Elise von Vieregge (1866–1951)                    | Georg von dem Bussche-Haddenhausen (1869–1923) ∞ 1896 Gabriëlle von dem Bussche-Ippenburg (1877–1973) | Georg von dem Bussche-Haddenhausen (1869–1923) ∞ 1896 Gabriëlle von dem Bussche-Ippenburg (1877–1973) |
| Dziadkowie                                                  | królowa Holandii Juliana Oranje-Nassau (1909–2004) ∞ 1937 Bernhard Lippe-Biesterfeld (1911–2004)     | królowa Holandii Juliana Oranje-Nassau (1909–2004) ∞ 1937 Bernhard Lippe-Biesterfeld (1911–2004)                      | królowa Holandii Juliana Oranje-Nassau (1909–2004) ∞ 1937 Bernhard Lippe-Biesterfeld (1911–2004) | królowa Holandii Juliana Oranje-Nassau (1909–2004) ∞ 1937 Bernhard Lippe-Biesterfeld (1911–2004) | Klaus Felix von Amsberg (1890–1953) ∞1924 Gösta von dem Bussche-Haddenhausen (1902–1996) | Klaus Felix von Amsberg (1890–1953) ∞1924 Gösta von dem Bussche-Haddenhausen (1902–1996) | Klaus Felix von Amsberg (1890–1953) ∞1924 Gösta von dem Bussche-Haddenhausen (1902–1996)              | Klaus Felix von Amsberg (1890–1953) ∞1924 Gösta von dem Bussche-Haddenhausen (1902–1996)              |
| Rodzice                                                     | królowa Holandii Beatrycze Oranje-Nassau (ur. 1938) ∞1966 Claus von Amsberg (1926–2002)              | królowa Holandii Beatrycze Oranje-Nassau (ur. 1938) ∞1966 Claus von Amsberg (1926–2002)                               | królowa Holandii Beatrycze Oranje-Nassau (ur. 1938) ∞1966 Claus von Amsberg (1926–2002)          | królowa Holandii Beatrycze Oranje-Nassau (ur. 1938) ∞1966 Claus von Amsberg (1926–2002)          | królowa Holandii Beatrycze Oranje-Nassau (ur. 1938) ∞1966 Claus von Amsberg (1926–2002)  | królowa Holandii Beatrycze Oranje-Nassau (ur. 1938) ∞1966 Claus von Amsberg (1926–2002)  | królowa Holandii Beatrycze Oranje-Nassau (ur. 1938) ∞1966 Claus von Amsberg (1926–2002)               | królowa Holandii Beatrycze Oranje-Nassau (ur. 1938) ∞1966 Claus von Amsberg (1926–2002)               |
| Wilhelm-Aleksander (ur. 27 kwietnia 1967), król Niderlandów | | |                                                                                                  |                                                                                                  |                                                                                          |                                                                                          | | |

## Odznaczenia
- Order Podwójnego Białego Krzyża I klasy (Słowacja, 2023)[9]

## Eponimia
Na cześć monarchy nazwano gatunek pędzlaka (grzyba z gromady workowców) Penicillium vanoranjei Visagie, Houbraken et Samson.